# Pulau Tekong Kechil
Pulau Tekong Kechil (en chinois : 小德光岛, en tamoul : சிறிய தெகோங்க் தீவு), est une île située dans le Nord-Est de l'île principale de Singapour, au Nord-Ouest de Pulau Tekong.

## Géographie
Elle s'étend sur une longueur d'environ 2,2 km pour une largeur approximative de 1,7 km. Elle est reliée à Pulau Tekong.